# ロジカルプロダクト
株式会社ロジカルプロダクトは、福岡県福岡市南区に本社を置く企業。

## 概要
無線を活用した組み込みシステム/電子機器の受託開発および製造、委託研究、システム開発、技術コンサルティングを業務としている。リハビリ用途などに向けた運動・生体信号計測パッケージを開発した。室伏広治が慶応義塾大学の太田憲らの研究グループと共同で実験を進めているトレーニング手法「聴覚フィードバック法」で用いられる小型センサとコントローラ装置を開発した。

## 沿革
- 1994年3月 - 株式会社ロジカルプロダクトを設立
- 2007年4月 - 業容拡大のため、現住所へ移転